# 3032 Evans
3032 Evans (1984 CA1) là một tiểu hành tinh vành đai chính được phát hiện ngày 8 tháng 2 năm 1984 bởi Bowell, E. ở Flagstaff (AM).